# Còmic històric
El còmic històric, també anomenat còmic basat en fets, és un tipus de còmic de no-ficció que, a partir d'una recerca històrica, narra esdeveniments històrics mitjançant el format del còmic. S'ha plantejat l'ús pedagògic d'aquests per part de diversos autors.
Aquest gènere aporta diverses possibilitats de vinculació amb les distintes maneres de practicar la historiografia: presentar la versió oficial de la història, ser revisionista o aportar personatges i versions de la història que han sigut marginalitzades.

## Història
Amb antecedents de còmics que supossadament presentaven històries que havien ocorregut en la realitat, els còmics dels Estats Units que podrien considerar-se còmics històrics serien els còmics sobre esdeveniments històrics de la Gilbert Company, que publicà per la meitat de la dècada de 1950.
Entre els anys seixanta i vuitanta, el còmic va ser creat pensant en una finalitat formativa més que d'entreteniment. Açò va facilitar l'aparició de temes històrics en el còmic. En els vuitanta, el còmic de temàtica fantàstiva va entrar en declivi, cosa que causà que l'interès pel còmic històric augmentara. Maus d'Art Spiegelman és l'obra més representativa.

## Prehistòria als còmics
Des de finals del segle xix, moment en què la Prehistòria es converteix en disciplina científica i és el naixement dels primers còmics, la Prehistòria i el còmic han compartit la necessitat de representar aquest període de manera gràfica. Els científics es valien de les il·lustracions gràfiques en la seva metodologia d'estudi, i els autors de còmic tenen una fascinació per la prehistòria que ha fet que hagi estat present en major o menor mesura des de l'inici del còmic. A l'última dècada del segle XX els prehistoriadors es varen començar a interessar per la representació gràfica que oferia el còmic, propiciant una més gran col·laboració entre dibuixants guionistes i arqueòlegs.
El còmic prehistòric, el podem dividir en cinc categories.
Còmic documental prehistòric, aquest tindria un dibuix realista, amb una base molt científica i amb un alt valor pedagògic. Alguns exemples serien La storia dei popoli a Fumetti (Mondatori, 2001), Le secret des bois de Lascaux (Dolmen edition, 1990) on si explica el descobriment de les Coves de Lascaux. Neandertal (Roudier, 2012), d'Ao le petit néandertal (2010) de la sèrie Vo'hounâ (2003) i Lucy. L'espoir.(2007), de Tanino Liberatore i Patrick Norbert. Aquest còmic és la història novel·lada de l'australopitec, Lucy.
Còmic de ficció d'inspiració prehistòrica, amb una trama de ficció lliure, un dibuix realista i ajustat a les dades arqueològiques, es va començar a desenvolupar a partir dels anys setanta del segle xx.
Còmic de prehistòria-ficció, la trama és totalment de ficció, amb un dibuix realista i un context atemporal i difús en el context de la prehistòria, alguns títols dins aquesta categoria serien, els cavemen comics nortamericans dels anys seixanta i setanta del segle xx, Tor (1953) de Joe Kubert, Anthro (1968) de Howie Post. El còmic francobelga als anys seixanta va aportar els títols Tounga d'Édouard Aidans i Rahan de Roger Lécureux i André Chéret. Del còmic de prehistòria-ficció a l'estat espanyol, destaquen Purk, "el hombre de piedra" (1950) i Castor (1962) entre d'altres.
Còmic de prehistòria-fantàstica en caricatura, amb un distanciament que representa un passat fantasiós-fantàstic. Alguns còmics representatius són, B.C. de Johnny Hart, amb un humor intel·ligent o bé els Els Picapedra (en anglès The Flintstones).
Còmic de caricatura documental prehistòrica, pensats per fer divulgació pedagògica i usant informació prehistòrica ben fonamentada. Alguns exemples en són L'histoire du monde en BD de Larry Gonick editada per ediciones B amb el nom de La historia del Universo, un altre seria Érase una vez... el hombre (Il était une fois... l'Homme en l'original) i les revistes infantils d'arqueologia Dig i Arkeo Junior amb abundants pàgines còmics.